# Murexia
Murexia es un género de marsupial dasiuromorfo de la familia Dasyuridae. Se encuentran en Nueva Guinea; Indonesia y Papúa Nueva Guinea.

## Especies
El género se consideraba anteriormente un género monotípico, pero ahora se reconocen 6 especies:
- Murexia longicaudata
- Murexia naso
- Murexia melanurus
- Murexia habbema
- Murexia rothschildi
- Murexia hageni